# Authentic Brands Group
Authentic Brands Group (ABG) est une holding financière spécialisée dans les marques de vêtements. Elle est fondée en 2010.

## Histoire
En avril 2018, le groupe Kering cède la marque Volcom à Authentic Brands Group.
En août 2021, Adidas annonce la vente de Reebok pour 2,5 milliards d'euros à Authentic Brands Group.
En octobre 2022, Authentic Brands Group acquiert Ted Baker pour 211 millions de livres.
En juin 2024, Authentic Brands Group acquiert à Hanesbrands (en), la marque Champion pour 1,2 milliard de dollars. Le même mois, Beaumanoir acquiert à Authentic Brands Group l'exploitation des marques de Boardriders comme Quiksilver, Billabong ou encore DC Shoes en Europe de l'Ouest. 
En mai 2025, Levi Strauss a accepté de vendre Dockers à Authentic Brands Group pour 311 millions de dollars. 